# 小谷寺
小谷寺（おだにじ）は、滋賀県長浜市にある真言宗豊山派の寺院。山号は如意輪山。本尊は如意輪観音。浅井氏の祈願寺である。

## 歴史
神亀5年（728年）に泰澄によって小谷山に創建されたという。泰澄は加賀国の白山から近江国の伊吹山にかけて各地に修験の道場を開いたが、当寺はそのうちの一つであるという。その後、いつの頃からか常勝寺と呼ばれるようになった。
応永33年（1426年）に慶春により再興され、永享元年（1429年）には後花園天皇から「如意輪山」の勅額を下賜され、勅願寺とされた。
永正13年（1516年）に浅井亮政によって小谷城が築城されると、大永4年（1524年）頃に小谷城下に移転した。この時、寺領交換が行われ六坊一山全部北谷地区（小谷山の東のふもと）に降りてきたようである。同年に浅井亮政によって当寺は浅井氏の祈願寺と定められ、仏田が寄進されている。その際、寺名が常勝寺より小谷寺に改められている。
元亀元年（1570年）に行われた姉川の戦いによって当寺の一部が焼失したと思われる。
天正元年（1573年）9月1日に浅井長政が自刃して小谷城が落城し、当寺も本尊を残してことごとく焼失している。
当寺は天正4年（1576年）に長浜城主の羽柴秀吉より境内が安堵されている。
天正19年（1591年）に豊臣秀吉によって所領四十四石一斗三升が確定し、安堵されている。この所領高が江戸時代における小谷寺の基礎となっている。
文禄2年（1593年）に秀吉の命により中興開山・勢傳法印の手により現在地に移されて本堂その他が再興された。
慶長7年（1602年）に徳川家康によって寺領が安堵されている。

## 境内
- 本堂（観音堂） - 文禄2年（1593年）に豊臣秀吉によって再建[2]。老朽化しておりいずれは再建する予定である[3]。
- 護摩堂
- 浅井長政の塚
- 寺務所
- 土蔵
- 鐘楼 - 梵鐘は承応3年（1655年）に鋳造されたもの[2]。
- 池
- 小谷神社 - かつては山王社と呼ばれ、小谷城の山王丸に祀られていた。天正元年（1573年）9月1日に小谷城が落城すると北谷に移された。その後幾度か場所が変わり、1974年（昭和49年）に現在地に移された[5]。

## 文化財

### 重要文化財
- 孔雀文磬 1面 - 鎌倉時代。弘長三年关亥三月十日の刻銘がある。

### 長浜市指定有形文化財
- 絹本著色両界曼荼羅 2幅 - 鎌倉時代後期。
- 金銅半跏思惟像 - 鎌倉時代後期。

## 前後の札所
びわ湖百八霊場
36 徳勝寺　-　37 小谷寺　-　38 近江孤篷庵
近江国びわ湖七福神（大黒天）

## 所在地
- 滋賀県長浜市湖北町伊部329

## アクセス
- JR北陸本線 河毛駅より徒歩約35分。